# Sinodo di Lodi
Il Sinodo di Lodi si tenne nel 1161 a Lodi.
Durante il Sinodo, su iniziativa di Federico Barbarossa, vennero nominati antipapa, in contrapposizione a papa Alessandro III Federico Barbarossa Vittore IV e arcivescovo di Magonza Corrado di Wittelsbach, allo scopo di porre fine allo scisma tra Rodolfo di Zähringen e Cristiano di Buch l'antipapa Vittore IV,.